# Rock Will Never Die
Rock Will Never Die — концертный альбом рок-группы Michael Schenker Group, записанный в ходе гастрольного тура по Великобритании осенью 1983 года. Выпущен на лейбле Chrysalis Records в июне 1984 года.

## Об альбоме
Записанный в культовом зале Hammersmith Odeon в Лондоне 22 и 23 октября 1983 года, оригинальный релиз Rock Will Never Die состоит из девяти песен, изданных на LP. В 2009 году альбом был переиздан на компакт-диске в расширенной версии из 15 песен. Концерт также был выпущен на кассете VHS с тем же названием.
Из-за короткого промежутка с первым концертным релизом MSG One Night at Budokan список песен очень похож. Настолько, что из девяти треков почти половина уже появилась в предыдущем концерте. Композиции «Captain Nemo», «Rock My Nights Away» и «I’m Gonna Make You Mine» являются единственными представителями альбома Built to Destroy (1983), который они продвигали.
Дерек Сент-Холмс в значительной степени зарекомендовал себя в американской версии Built To Destroy. Он также очень помогает вокалисту Гэри Бардену, исполняя вокальные партии, как на записи «I’m Gonna Make You Mine», а также «Rock You To The Ground» Грэма Боннэта. Кульминацией альбома является всегда эффектный классический трек эпохи UFO «Doctor Doctor». Большой сюрприз в этом случае заключается в том, что Клаус Майне и брат Майкла, Рудольф Шенкер из Scorpions появляются в качестве специальных гостей.
Лидер группы Майкл Шенкер был недоволен сделанной записью Rock Will Never Die и никогда не собирался её выпускать. Менеджер группы Дэвид Кребс самостоятельно решил выпустить этот альбом.
Тем не менее, альбом, изданный в июне 1984 года, имел умеренный коммерческий успех, поднявшись до 24-й позиции в UK Albums Chart, в котором провёл 5 недель.
Неудивительно, что концертный диск 1984 года Rock Will Never Die оказался последним релизом Michael Schenker Group на десятилетие. «Мы принимали кокаин, пока не свалились», — вспоминает Гэри Барден. «Все развалилось во время тура по США», — соглашается Майкл, который не помнит, кто первым подал заявление об уходе — Барден или Крис Глен. «Гэри довольно много пил, и я был не слишком рад этому. И поэтому MSG на некоторое время распались».
Подводя итоги первых пяти лет существования Michael Schenker Group Марк Крэмптон, шеф-редактор Riff Raff Magazine пишет: «MSG распалась. Крис Глен ушел, за ним Барден, который затем сформировал свою собственную группу „Statetrooper“. К лету 1984 года Шенкер репетировал с вокалистом Рэем Кеннеди в последней попытке удержать MSG на рельсах, но их связь оказалась бесплодной. Оказавшись без дела, Шенкер вернулся в Германию, и MSG распалась. Концертный опус, записанный в Hammersmith Odeon, Rock Will Never Die с участием Бардена на вокале, оказался эпитафией The Michael Schenker Group и их последним усилием для лейбла Chrysalis».

## Список композиций
Авторы в композиций указаны в ремастированном издании 2009 года
1. «Captain Nemo» — 3:42
2. «Rock My Nights Away» — 4:05
3. «Are You Ready to Rock» — 4:07
4. «Attack of the Mad Axeman» — 4:10
5. «Into the Arena» — 4:00
6. «Rock Will Never Die» — 5:25
7. «Desert Song» — 6:00
8. «I’m Gonna Make You Mine» — 4:57
9. «Doctor Doctor» — 4:50

### Ремастированное издание 2009 года
Авторы всех композиций Майкл Шенкер и Гэри Барден, кроме отмеченных отдельно.
1. «Captain Nemo» (Шенкер) — 3:52
2. «Rock My Nights Away» (Энди Най, Барден) — 4:13
3. «Are You Ready to Rock» — 4:13
4. «Cry for the Nations» — 5:11
5. «Rock You to the Ground» (Шенкер, Грэм Боннэт) — 5:37
6. «Attack of the Mad Axeman» — 5:11
7. «Into the Arena» (Шенкер) — 4:22
8. «Courvoisier Concerto» (Шенкер, Пол Рэймонд) — 2:12
9. «Rock Will Never Die» — 5:26
10. «Desert Song» (Шенкер, Боннэт) — 5:50
11. «I’m Gonna Make You Mine» (Най, Барден, Шенкер, Тед Маккенна) — 5:34
12. «Red Sky» (Шенкер, Барден, Крис Глен, Маккенна, Хосе Луис Кампусано) — 6:00
13. «Looking for Love» — 3:43
14. «Armed and Ready» — 4:45
15. «Doctor Doctor» (Шенкер, Фил Могг) — 7:31

## Участники записи
Michael Schenker Group
- Майкл Шенкер — ведущая гитара
- Гэри Барден — ведущий вокал
- Крис Глен — бас
- Тед МакКенна — барабаны
- Энди Най — клавишные, бэк-вокал
- Дерек Сент-Холмс — ритм-гитара, бэк-вокал, ведущий вокал в «I’m Gonna Make You Mine», со-ведущий вокал в «Rock You to the Ground»

Приглашенные музыканты
- Клаус Майне — соведущий вокал в «Doctor Doctor»
- Рудольф Шенкер — ритм-гитара в «Doctor Doctor»